# SGR 1806-20
SGR 1806-20 هو نجم مغناطيسي الذي هو نوع من النجوم النيوترونية، وقد تبين من المشاهدة أنه مردد غاما ضعيفة. ويقع النجم إس جي آر 1806-20 نحو 5و14 ألف فرسخ فلكي من الأرض (الفرسخ الفلكي نحو 27و3 سنة ضوئية) أي نحو 50.000 سنة ضوئية من الأرض على الناحية البعيدة من مجرتنا في كوكبة الرامي.
يبلغ قطر هذا النجم أقل من 20 كيلومتر ويدور حول محوره في دورة تستغرق 5و7 ثانية. أي أن سرعة دوران سطحه تبلغ نحو 30.000 كيلومتر في الساعة. وحتى عام 2007 كان مردد أشعة غاما الضعيفة 1806-20 أشد الأجرام السماوية في شدة مغناطيسيته، حيث بلغت شدة مجاله المغناطيسي أكثر من 1015 جاوس (وحدة) أو 1011 تسلا  (بالمقارنة بالشمس 1 إلى 5 جاوس).

## الانفجار

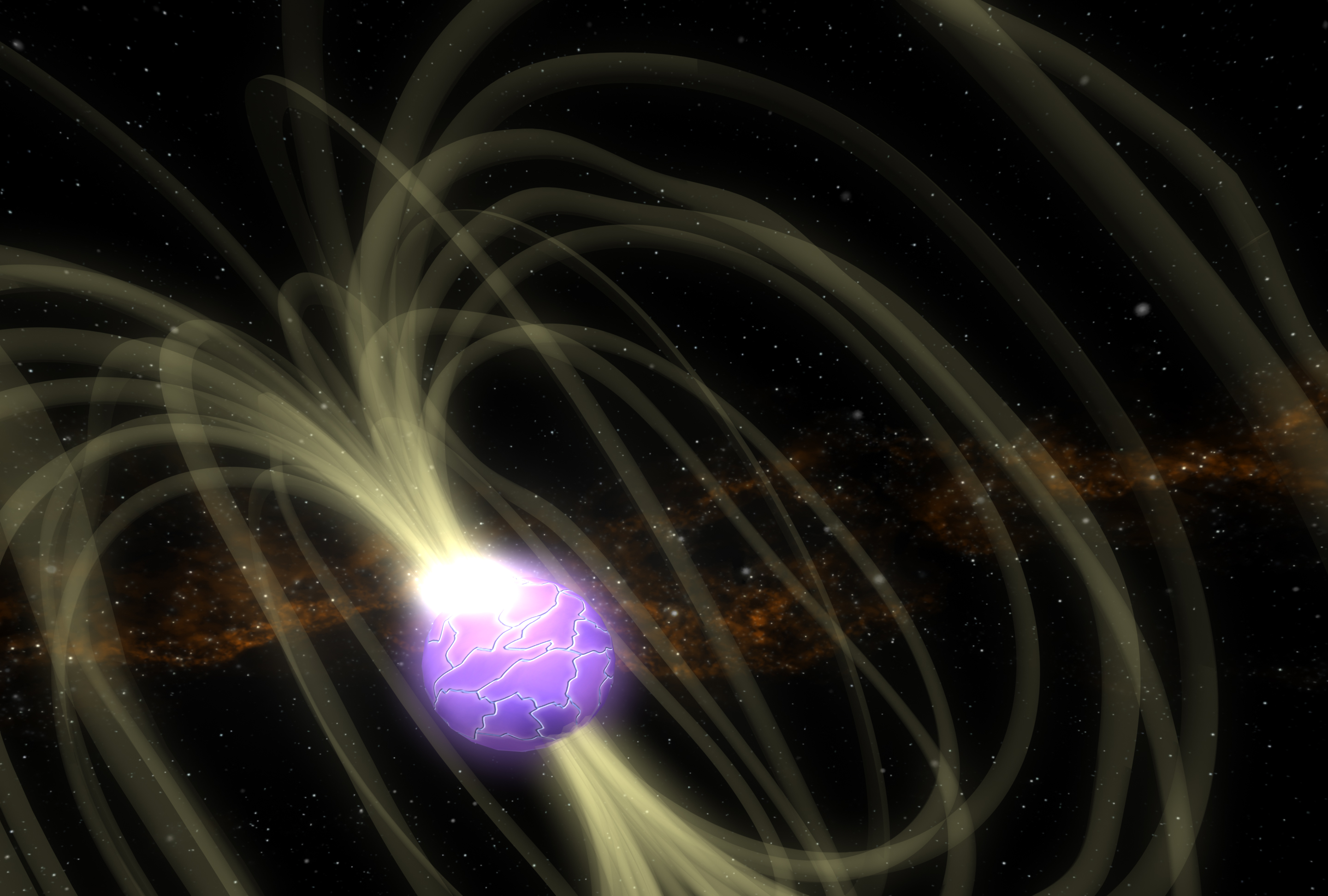
رسم فني يوضح انفجار أشعة غاما

وصلنا انفجار أشعة غاما الصادرة من إس جي آر 1806-20 يوم 27 ديسمبر 2004.
 وبالنسبة إلى شدة أشعة غاما فيعتبر الانفجار أشد من البدر وبلغ قدره المطلق نحو - 29 1.. فكان أسطع حدث يشاهد من الأرض آتيا من مكان خارج المجموعة الشمسية. واصتدمت أشعة غاما بجو الأرض في طبقة الايونوسفير وتسببت في تأين أكثر مما عمل على تمدد طبقة الأيونوسفير. وأصدر النجم المغناطيسي خلال عـُشر ثانية طاقة أكبر من (1.3×1039 جول، أي ما يعادل ما تصدره الشمس خلال 100.000 سنة. ويعتبر هذا الانفجار أكبر ما شاهده الإنسان في المجرة منذ المستعر الأعظم 1604 الذي رصده يوهانس كبلر عام 1604.
وإذا حدث مثل هذا الانفجار على بعد 3 فرسخ فلكي فقط من الأرض (نحو 10 سنة ضوئية) لأفسد طبقة الأوزون على الأرض ولكان يعادل انفجار 12 ألف طن من التي إن تي TNT (أو نحو 50 تيرا جول) أو تفجير نووي على ارتفاع 5و7 كيلومتر. وأما أقرب نجم مغناطيسي لنا فهو النجم 1E 2259+586 وهو يبعد عنا نحو 4.000 فرسخ فلكي (نحو 13.000 سنة ضوئية).

## موقعه
يقع مردد أشعة غاما الضعيفة 1806-20 في منطقة هيدروجين II كبيرة وهي جزء من منطقة W31 التي تعتبر من أكبر مناطق الهيدروجين II في مجرتنا مجرة درب التبانة. ومردد غاما الضعيفة 1806-20 يقع في التجمع النجمي 1806-20 الضييحوي عددا كبيرا من النجوم الغريبة، من ضمنها على الأقل نجمين من نوع نجم ولف-رايت الغنية بالكربون، ونجمين من التصنيف عملاق عظيم فائق ونجم من أشد نجوم مجرة درب التبانة سطوعا وهو النجم إل بي في 1806-20 من نوع متغير أزرق شديد الضياء.

## وصلات خارجية
- An exceptionally bright flare from SGR 1806–20 and the origins of short-duration big gamma-ray bursts, 2005-04-28 (نيتشر)
- Huge 'star-quake' rocks Milky Way, 2005-02-18, (بي بي سي)
- Brightest galactic flash ever detected hits Earth 2005-02-18 (space.com)
- 2005-02-20 (ذا أيج) Registration required.
- Huge quake cracks star 2005-09-27 (space.com)
- NASA Sees Hidden Structure Of Neutron Star In Starquake (SpaceDaily) April 26, 2006